# Neopetrobia globosa
Neopetrobia globosa är en spindeldjursart som beskrevs av Meyer 1974. Neopetrobia globosa ingår i släktet Neopetrobia och familjen Tetranychidae. Inga underarter finns listade i Catalogue of Life.